# Bristol Beaufighter
A Beaufighter brit fejlesztésű nagy hatótávolságú, kétszemélyes, kétmotoros, többcélú nehéz vadászrepülőgép volt a második világháború idején. A típus fejlesztését és gyártását a Bristol Aeroplane Company végezte a Beaufort torpedóbombázó típus alapjain, a neve is innen származik (Beaufort-fighter). A gyár 156-os jelzésű típusa (Bristol Type 156).
Az elődtípus rövid életétől eltérően a Beaufighter hosszú szolgálati időt tudhat a háta mögött, bevetették a világháború legtöbb hadszínterén: Nyugat-Európától kezdve Észak-Afrikán át a burmai hadszínéren, Észak-Ausztráliában és Amerika keleti partjainál is. Elsőként éjszakai vadászként alkalmazták 1940-ben, majd vadászbombázóként, végül a Beaufort kivonása után torpedóbombázóként is megállta a helyét.
Egyedül Ausztráliában építettek a típusból 21-es jelzéssel (Mk. 21), a Department of Aircraft Production keretében. Ezeket a repülőgépeket DAP Beaufighter-eknek nevezik.
Leváltására a szintén Bristol fejlesztésű Brigand-ot szánták, ami 1958-ig volt szolgálatban. A Beaufighter-t tizenegy ország rendszeresítette, közöttük Izrael is bevetette az 1948-as függetlenségi harcok során.

### Bibliográfia
- Franks, Richard A.. The Bristol Beaufighter. SAM Publications, Modellers Datafile No.6. (2002). ISBN 0953346532